# Mistrzostwa Polski w Judo 1976
20. edycja Mistrzostw Polski w judo odbyła się w dniach 16 - 17 października 1976 roku w Gdańsku. W zawodach rywalizowali tylko mężczyźni.

## Medaliści  mistrzostw Polski

### mężczyźni
| Konkurencja: | Złoto:                            | Srebro:          | Brąz:                                           |
| -63 kg       | Adam Bes                          | Henryk Zorychta  | Edward Alkśnin Zbigniew Zamęcki AZS-AWF Wrocław |
| -70 kg       | Marian Tałaj Gwardia Koszalin     | Antoni Zajkowski | Zbigniew Tałaj Jan Kowalewski                   |
| -80 kg       | Jarosław Brawata                  | Adam Adamczyk    | Antoni Reiter Stanisław Liro Wisła Kraków       |
| -93 kg       | Wojciech Dworczyński Wisła Kraków | Ryszard Pujszo   | Zbigniew Bielawski Janusz Zausz                 |
| +93 kg       | Waldemar Zausz                    | Janusz Gałecki   | Wojciech Reszko Marian Kolarczyk                |
| open         | Waldemar Zausz                    | Janusz Zausz     | Ryszard Pujszo                                  |